# Ваймицы
Ваймицы — деревня в Логозовской волости Псковского района Псковской области России.
Расположена на берегу реки Великая (у её дельты), в 17 км к северо-западу от центра города Пскова и в 8 км к северо-западу от Неёлово.
| 2001 | 2002 | 2010 | 2012 |
| ---- | ---- | ---- | ---- |
| 11   | ↗32  | ↘18  | ↗22  |